# Бродифакум
Бродифакум (англ. brodifacoum) — високолетальна отрута, антикоагулянт із групи кумаринів, антагоніст вітаміну К. Починаючи з 2010-х років став одним із найбільш широко використовуваних у світі пестицидів. Зазвичай використовується як родентицид, але також застосовується для боротьби з більшими шкідниками, такими як посум.
Бродифакум має особливо тривалий період напіввиведення в організмі, який сягає до дев'яти місяців, що вимагає тривалого лікування антидотовим вітаміном К при отруєннях як людей, так і домашніх тварин. Має один із найвищих ризиків вторинного отруєння як для ссавців, так і для птахів. Значний досвід отруєнь людини бродифакумом був накопичений у багатьох випадках, коли його застосовували при спробах самогубств, що вимагало тривалих періодів лікування вітаміном К. У березні 2018 року в п'яти штатах США повідомлялося про випадки важкої коагулопатії та кровотеч, пов'язаних із вживанням синтетичних канабіноїдів, забруднених бродифакумом.

## Хімічний синтез

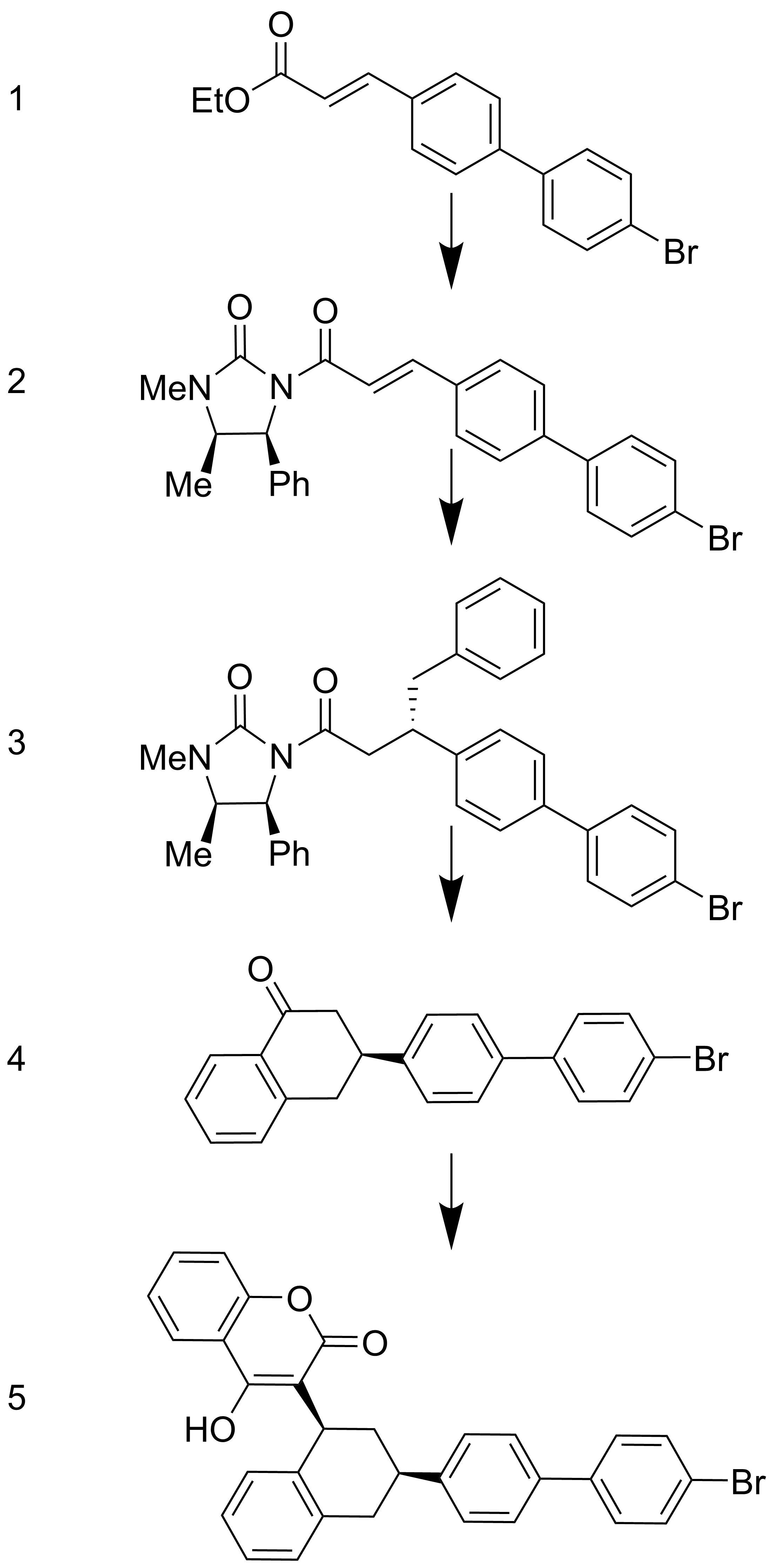
Стереоспецифічне утворення бродифакуму з використанням асиметричної мідноорганічної сполуки.

Бродифакум є похідним 4-гідрокси-кумаринової групи. Сполука 1 є вихідним ефіром, необхідним для синтезу бродифакуму. Для отримання цієї вихідної сполуки проводиться проста конденсація Віттіга етилхлорацетату з 4-бромбіфенілкарбоксальдегідом. Сполука 1 перетворюється на 2 шляхом послідовного гідролізу, галогенування з утворенням кислотного хлориду, а потім реагує з необхідним аніоном літію. Це робиться за допомогою КОН і EtOH для гідролізу, а потім додавання SOCl2 для хлорування з утворенням кислотного хлориду, який реагує з додаванням аніона літію. Потім сполука 2 трансформується за допомогою хімії органоміді, тиким чином утворюючи сполуку 3 з хорошою стереоселективністю близько 98 %. Як правило, циклізацію типу Фріделя-Крафтса потім застосовували для отримання двокільцевої системної частини сполуки 4, але це призводило до низького виходу. Натомість трифторметансульфонова кислота в сухому бензолі каталізує циклізацію з хорошим виходом. Потім кетон відновлюють борогідридом натрію, отримуючи бензиловий спирт. Конденсація з 4-гідроксикумарином в HCl дає сполуку 5, бродифакум.

## Токсикологія
Бродіфакум — 4-гідроксикумариновий антикоагулянт, який має механізм дії, подібний до своїх історичних попередників дикумаролу та варфарину. Однак, завдяки дуже високій потенції та тривалій дії (період напіввиведення 20-130 днів), він характеризується як антикоагулянт «другого покоління» або «суперварфарин».

Бродифакум пригнічує фермент епоксидредуктазу, який необхідний для відновлення вітаміну K з його епоксиду, тому бродифакум постійно знижує рівень активного вітаміну K у крові. Вітамін К необхідний для синтезу важливих речовин, включаючи протромбін, який бере участь у згортанні крові. Це порушення стає все більш серйозним, поки кров фактично не втрачає здатність згортатися.

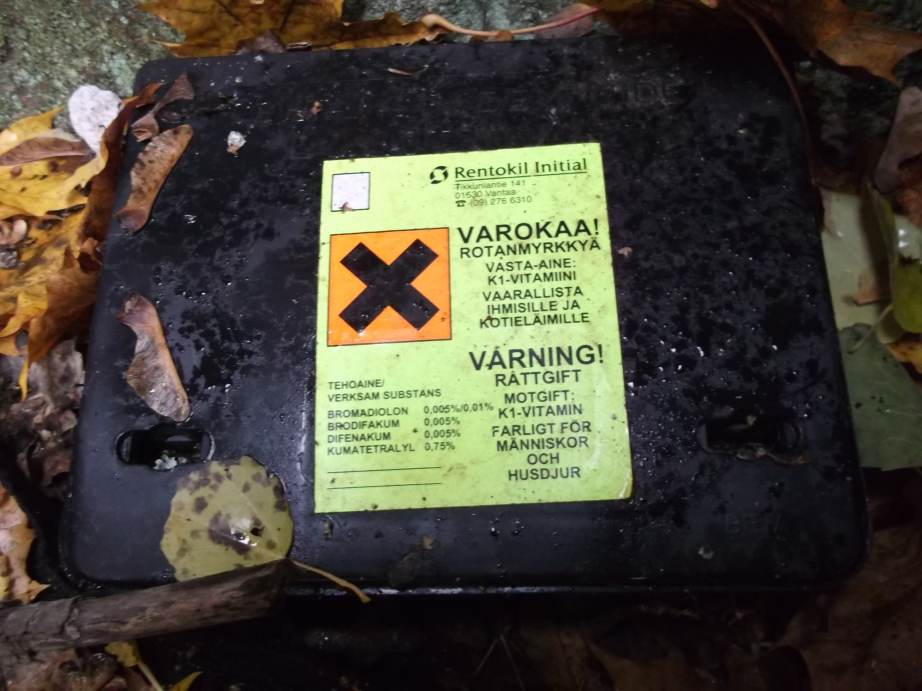
Приманка, що містить бродифакум у Фінляндії

Крім того, бродифакум (як і інші антикоагулянти в токсичних дозах) підвищує проникність капілярів крові; плазма крові і сама кров починають витікати з найдрібніших судин. Отруєна тварина страждає поступово, внутрішня кровотеча погіршується, що призводить до шоку, знепритомлення і, зрештою, смерті. 

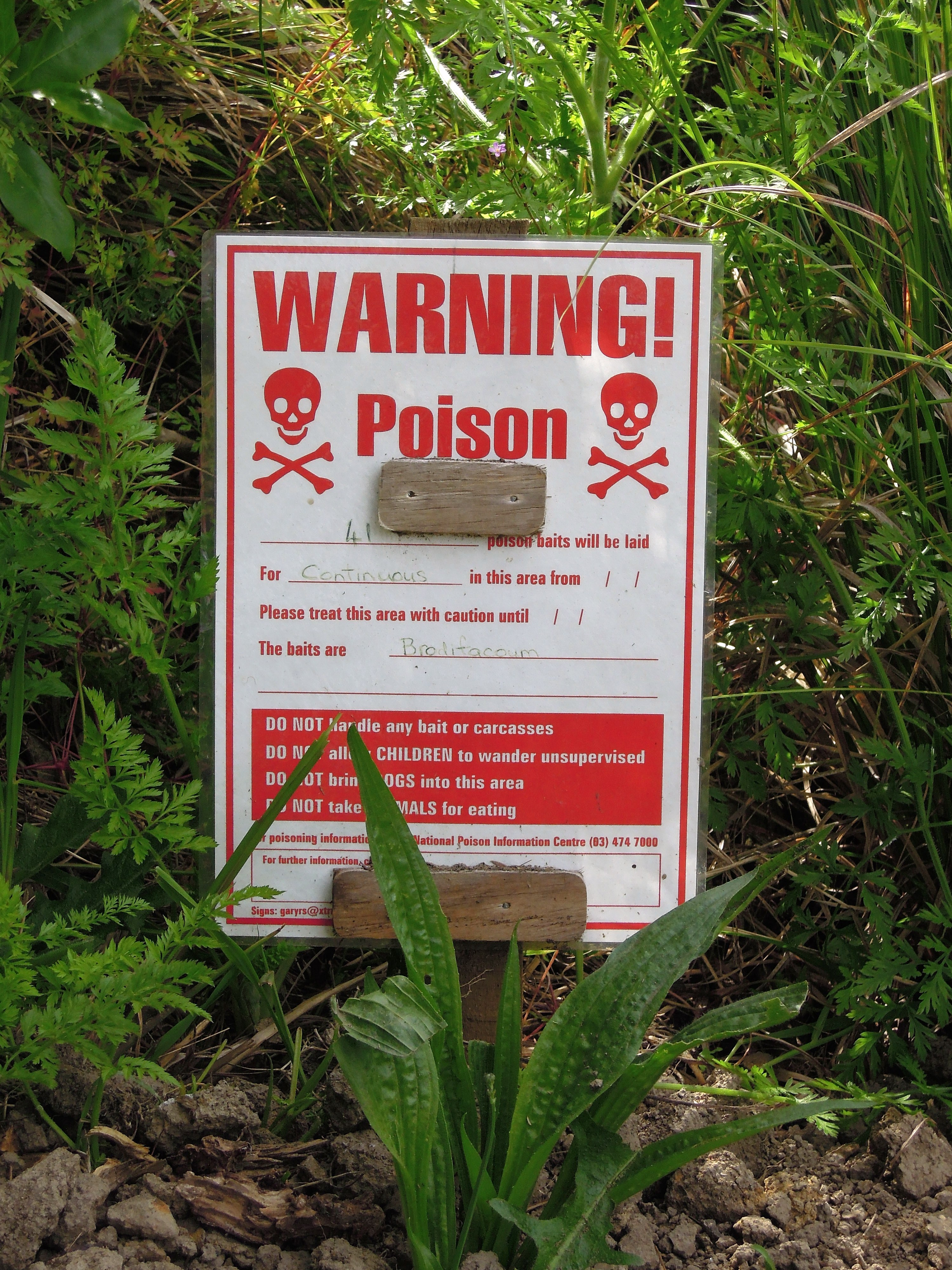
Повідомлення про закладку приманок із бродифакуму в Новій Зеландії

Бродифакум високо смертельний для ссавців та птахів та надзвичайно смертельний для риб. Це кумулятивна отрута завдяки своїй високій ліпофільності та надзвичайно повільному виведенню. 
Нижче наведені гострі LD50 для різних тварин:
| * щури (орально)              | 0,27 мг / кг маси тіла                                                                                |
| * миші (орально)              | 0,40 мг / кг маси тіла                                                                                |
| * кролики (орально)           | 0,30 мг / кг маси тіла                                                                                |
| * морські свинки (орально)    | 0,28 мг / кг маси тіла                                                                                |
| * білки (орально)             | 0,13 мг / кг маси тіла                                                                                |
| * коти (орально)              | 0,25 мг / кг маси тіла — 25 мг / кг маси тіла                                                         |
| * собаки (орально)            | 0,25 — 3,6 мг / кг маси тіла                                                                          |
| * птахи                       | Значення LD 50 для різних птахів коливаються приблизно від 1 мг / кг маси тіла — 20 мг / кг маси тіла |
| * риба — LC 50 для риби:      | |
| ** форель (витримка 96 годин) | 0,04 проміле                                                                                          |

## Торгові марки
Бродифакум продається під багатьма торговими назвами, включаючи Arakus (Advansia), Biosnap, d-CON, Finale, Fologorat, Havoc, Jaguar, Klerat, Matikus, Mouser, Pestoff, Rakan, Ratak +, Rataquill Colombia, Ratshot Red, Rattex, Rodend, Родентор, Рацак, Талон, Волак, Вертокс і Волід.

## Отруєння людини

### Лікування
Основним антидотом при отруєнні бродифакумом є негайне введення вітаміну К1. Це ефективна протиотрута, за умови, що отруєння буде виявлено до надмірної кровотечі. Оскільки високі дози бродифакуму можуть впливати на організм протягом багатьох місяців, антидот необхідно вводити регулярно протягом тривалого періоду (кілька місяців, з урахуванням періоду напіввиведення речовини) з частим контролем протромбінового часу .
Якщо невсмоктана отрута все ще знаходиться в травній системі, може знадобитися промивання шлунка з подальшим введенням активованого вугілля.
Подальші методи лікування, які можна розглянути, включають інфузію крові або плазми для протидії гіповолемічному шоку, а у важких випадках — інфузію концентрату протромбінового комплексу.